# Ginette Petitpas Taylor
Pour les articles homonymes, voir Taylor.
Ginette Petitpas Taylor, née le 23 août 1969 à Dieppe (Nouveau-Brunswick), est une femme politique canadienne du Nouveau-Brunswick.
Depuis octobre 2015, elle est députée à la Chambre des communes du Canada de la circonscription de Moncton—Riverview—Dieppe sous la bannière du Parti libéral du Canada.
Elle occupe plusieurs responsabilités ministérielles dans les gouvernements de Justin Trudeau et de Mark Carney. Elle est présidente du Conseil du Trésor du Canada du 
20 décembre 2024 au 13 mai 2025.

## Biographie
Elle est élue députée fédérale de la circonscription de Moncton—Riverview—Dieppe lors des élections fédérales canadiennes de 2015 et siège depuis lors à la Chambre des communes du Canada en tant que libérale. Elle est titulaire d'un baccalauréat en travail social obtenu à l'Université de Moncton.
De 2004 jusqu'à 2008, elle est présidente du Conseil consultatif sur la condition de la femme au Nouveau-Brunswick. Elle a occupé plusieurs autres postes visant l'avancement et la protection des droits des femmes, notamment comme coordinatrice du programme des Services aux victimes du détachement local de la Gendarmerie royale du Canada. Elle est nommée candidate du parti libéral du Canada en Moncton—Riverview—Dieppe le 28 mars 2015, et elle gagne cette circonscription à l'élection générale du 19 octobre 2015 pour devenir députée fédérale.
Le 2 décembre 2015, le premier ministre Justin Trudeau annonce la nomination de Petitpas Taylor comme whip adjointe du gouvernement libéral. Le 28 janvier 2017, elle change de poste et devient secrétaire parlementaire du ministre des Finances. Elle succède à Jane Philpott en tant que ministre de la Santé lors du remaniement ministériel du 28 août 2017.
Réélue lors des élections fédérales de 2019, elle n'est pas réinvestie dans son ministère. Elle revient au gouvernement après les élections fédérales de 2021, et devient Ministre canadienne des Langues officielles en octobre de la même année.
Elle est ministre des Anciens combattants et ministre associée de la Défense nationale du 26 juillet 2023 au 20 décembre 2024 et ministre de l’Emploi, du Développement de la main-d’œuvre et des Langues officielles du 20 novembre au 20 décembre 2024, date à laquelle elle devient présidente du Conseil du Trésor. Le 14 mars 2025, elle est maintenu à ce poste dans le gouvernement de Mark Carney.